# 善住
善住，元朝官员，康里人，明安的孙子，帖哥台的次子。
善住初为宿卫，歷任中書直省舍人、諸色人匠達魯花赤，后升为奉议大夫，佥中卫亲军都指挥使司事。天历元年（1328年）九月，元文宗即位，賜佩一珠虎符。两都之战，跟从丞相燕帖木儿在檀州等处抵御元天顺帝的上都军，又率其家人那海等十一人，自出乘馬與遼阳軍作戰，取胜，俘获敌军八十四人，被燕帖木儿嘉赏。